# Dora Francisca Edu-Buandoh
Dora Francisca Edu-Buandoh (* 1. April 1962) ist eine ghanaische Anglistin und Hochschullehrerin. Sie ist Professorin für Anglistik am Institut für Anglistik der University of Cape Coast und wurde dort 2019 die erste Prorektorin der Universität.

## Leben und Werk
Edu-Buandoh besuchte die Asanteman Secondary School in Kumasi und die Oda Secondary School für ihr O-Level-Zertifikat. 1986 erwarb sie das Lehrerzertifikat „A“ am Komenda Training College und an der University of Cape Coast 1993 ein Pädagogikdiplom und einen Bachelor of Arts in Anglistik. Sie wurde dort am Institut für Anglistik Lehrassistentin und leitende Forschungsassistentin und erwarb 1999 einen Master of Philosophy in Anglistik. Sie besitzt ein Postgraduiertenzertifikat im Unterrichten von Englisch für Sprecher anderer Sprachen (TESOL) von der University of Wisconsin und promovierte 2006 in Sprache, Literatur und Kultur an der University of Iowa.
An der University of Cape Coast wurde sie 2000 Assistenzdozentin, 2012 außerordentliche Professorin und 2021 Professorin für Anglistik. Sie nahm an einem vom DAAD geförderten International Deans Course for Higher Education Management teil und absolvierte das Diploma in Higher Education Management-Programm des Galilee International Management Institute.
Sie ist Fulbright-Stipendiatin, DAAD-Alumna und Alumna des Galilee International Management Institute in Israel. Sie war Koordinatorin der Abteilung für kommunikative Fähigkeiten, Leiterin des Instituts für Anglistik und Dekanin der Philosophischen Fakultät. Von 2016 bis 2018  war sie Provost des College of Humanities and Legal Studies, wo sie innovative Aktivitäten initiierte. Sie rief die ersten Aktivitäten der College-Industriewoche ins Leben und stellte das College der Unternehmenswelt der Öl- und Gasindustrie und der Wirtschaft vor. Sie ermöglichte die Einrichtung des mit einer Million Dollar dotierten GNPC-Forschungslehrstuhls für Erdölmanagement. Sie leitete Bemühungen zur Gründung eines Instituts für Recht und Governance an der Universität ein.
Edu-Buandoh war Vorsitzende oder Mitglied mehrerer gesetzlicher und Ad-hoc-Gremien und Ausschüsse auf Fachbereichs-, Fakultäts- und Universitätsebene, darunter des Akademischen Rates, des Finanzausschusses, des Entwicklungsausschusses und des Disziplinarausschusses für hochrangige Mitglieder.
Sie ist Mitglied der Linguistics Association of Ghana (LAG), der African Studies Association, der International Reading Association, der University Teachers Association of Ghana, der International Federation of University Women (UCC Chapter) und weiterer Berufsverbände.
Ihre Forschungsinteressen liegen in den Bereichen Diskursforschung, Sprache und Ideologie sowie Sprache und Identität. Sie engagierte sich in zahlreichen institutionellen und nationalen Gremien.
Am 15. November 2022 gründete sie die Dora Edu-Buandoh Foundation, um die Belange junger Frauen in Ghana zu unterstützen.

## Auszeichnungen und Ehrungen (Auswahl)
- T. Anne Cleary International Dissertation Award der University of Iowa
- Fulbright Award der US-Regierung
- Stipendium der Regierung von Ghana
- Graduiertenstipendium der Ohio University
- AILA Solidarity Award der Association Internationale de Linguistique Appliquée (Internationale Vereinigung für Angewandte Linguistik)
- Alpha Delta Kappa International Women Educators Award